# Elmaağaç, Bozkır
Elmaağaç là một xã thuộc huyện Bozkır, tỉnh Konya, Thổ Nhĩ Kỳ. Dân số thời điểm năm 2011 là 60 người.